# 室町时代
室町时代（日語：むろまちじだい，1336年—1573年），是日本歷史中世时代的一个划分，名稱源自於将幕府設在京都室町通的室町幕府。室町时代前後共經歷16代將軍，歷237年。上承鎌倉時代，下啟安土桃山時代。

## 概要
足利尊氏于1336年击败後醍醐天皇进入京都，并擁立了持明院統的光明天皇建立了北朝，但后来後醍醐天皇從京都逃到吉野，建立南朝，另一方面足利尊氏于1338年建立室町幕府，开启南北朝时代。两个朝廷对立的南北朝时代一直持续到公元1392年闰十月，最后被北朝统一，在15世纪初进入一段较和平时期。室町時代在15世纪誕生了由將軍足利義滿催生的北山文化，以及足利義政推動的東山文化，是日本一個相當重要的時代。
1467年以应仁之乱为契机日本进入了战国时代。在战国时代幕府权力被架空，各戰國大名彼此混战，持续超过100年。1573年，織田信長流放最後一任將軍足利義昭，室町幕府正式滅亡，宣告室町時代的结束。而室町時代建立的時期，大約對應中國的元朝末年；室町时代末年即为明万历元年。

## 歷史

### 南北朝時代
1335年，足利尊氏利用前往東國討伐镰仓幕府殘餘勢力发动的中先代之亂期间，在鐮倉反叛，1336年1月攻入京都，3月被後醍醐天皇势力击败退出京都转进九州。以後醍醐天皇為代表的朝廷派遣新田义贞前往平叛，兩軍於兵庫湊川決戰，新田義貞大敗，6月足利尊氏再次攻入京都，尊氏擁立光明天皇，並在10月將後醍醐天皇監禁。
尊氏控制京都後，1336年11月7日，室町幕府公佈《建武式目》，標誌著足利幕府統治的建立。同年12月，後醍醐天皇逃至吉野，宣佈重開朝政。京都光明天皇朝廷為北朝，吉野後醍醐天皇朝廷為南朝，日本正式進入南北朝時期。1338年尊氏受北朝任命為“征夷大將軍”，室町幕府正式建立。

### 室町幕府統治

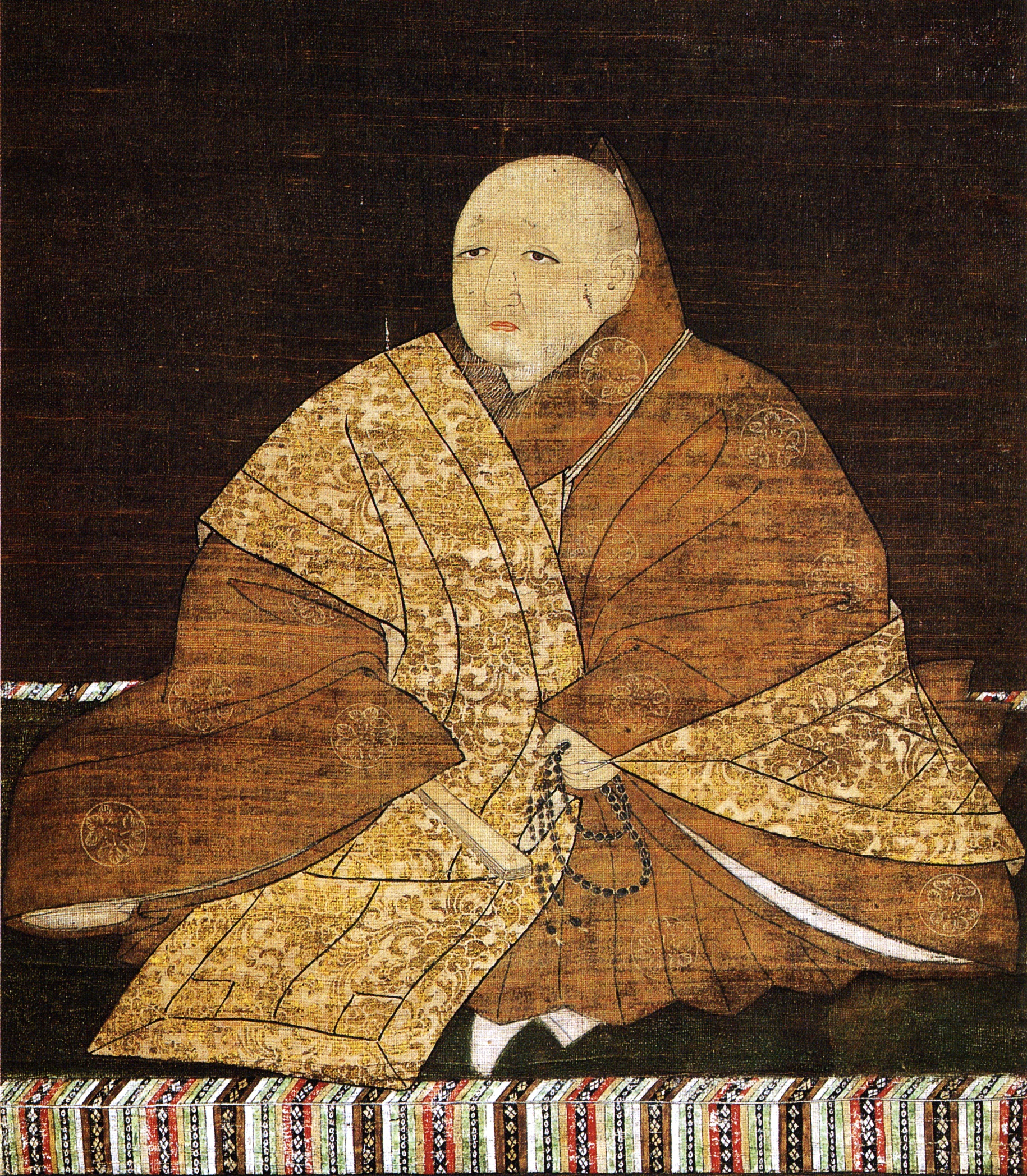
3代將軍足利義滿

室町幕府成立早期由尊氏與同母弟足利直義共同執掌政事，並由足利家的執事高師直輔佐。然而1349年以足利直義、高師直兩人不和為導火線，幕府內部發生被稱為观应扰乱的動亂。經過數次局勢變化後，最終以尊氏派擊敗直義派結束，足利直義本人也在1352年於鎌倉逝世。此事讓原本走向衰敗的南朝一時間聲勢大漲，從正平一統開始曾數度奪取京都。1358年4月，尊氏病故，12月，由其嫡子足利義詮繼任第二代將軍。
足利義詮接任將軍後，致力於恢復幕府權威，並成功促使本來隸屬於南朝方的周防國大名大內氏與山陰道大名山名氏歸降北朝。1367年11月足利義詮病故後，由嫡子足利義滿接任。足利義滿隨後展現出強大的政治能力，除了拆解勢力足以威脅幕府穩定的大大名土岐氏、山名氏、大內氏外，也積極介入公家，成為首位出身清和源氏敘任太政大臣的人物。1392年，在足利義滿的斡旋下，以南朝後龜山天皇禪位給北朝後小松天皇的形式，促使分裂近60年的南北朝統一。

### 一揆
長期動亂中，廣大的下層農民受害最深，反抗官府和統治者的抗爭不斷發生，被稱為「一揆』（意為「揭竿而起」）。1428年9月18日，近江國醍醐鄉的農民以德政為口號發動起義，史稱「德政一揆」，起義得到廣泛響應。1441年8月，德政一揆規模擴大，幕府不得不頒佈「德政令」，宣佈取消農民一切債務。9月14日，進一步發佈「一國平均德政令」，不論身份貴賤、地位高低，一切債務全部廢除。

### 滅亡
1467年，幕府三管领中的細川勝元與四職中的山名持豐（山名宗全）等守護大名的爭鬥。其範圍除九州等部分地方以外，戰火遍及其他日本國土，史稱「應仁之亂」。由於此一動亂，使日本進入將近一個世紀長的戰國時代。
1573年，織田信長流放最後一任將軍足利義昭，室町幕府正式滅亡。

## 文化和藝術
北山文化和東山文化合稱為室町文化。其中，北山文化指的是在三代將軍足利義滿時的文化，以北山山莊為代表，時間是14世紀末到15世紀初；東山文化則是八代將軍足利義政時代的文化，則以東山山莊為代表，時間大約是室町中期。
北山文化的時間發生由於在南北朝剛結束之時，其特色混合了從古至此的公家文化和新的武家文化。一方面，由於義滿的時代和中國的明朝有往來的貿易 (勘合貿易)，所以也有受到中國的影響。北山文化被認為是華麗而且有貴族性的。北山文化代表，建築方面有金閣寺、戲劇方面有能剧、狂言、宗教方面有臨濟宗的發展、繪畫方面是水墨畫的盛行、文學方面則有連歌的發展，漢語的五山文化，物語出現了描繪歷史戰爭的軍記物語。
東山文化發生在應仁之亂後。在戰亂剛結束時，多種的藝術相續發展，各地的大名由於來到京都應戰，所以同時也帶來各地的文化。東山文化則認為是幽玄而且寂靜。 關於至於關於東山文化代表，建築方面有銀閣寺等等、繪畫方面有水墨畫雪舟等大師。

### 哲学
室町文化是日本多種文化的融合。 在那個文化氛圍不斷變化的時代，武術文化在傳統公家文化的基礎上獨樹一格。 此外，國人，農民，甚至都市工商業者的地位日益提高，這產生了豐富多樣的平民文化。

## 參看
- 室町時代人物列表